# فريدريكا من هانوفر
فريدريكا، ملكة اليونان القرينة (بالألمانية: Friederike von Hannover)‏ (18 أبريل 1917 - 6 فبراير 1981) كانت الملكة زوجة للملك بول ملك اليونان .

## روابط خارجية
- فريدريكا من هانوفر على موقع الموسوعة البريطانية (الإنجليزية)
- فريدريكا من هانوفر على موقع مونزينجر (الألمانية)